# Region Cajamarca
Region Cajamarca – jeden z 25 regionów w Peru. Stolicą jest miasto Cajamarca.
Znajduje się w północnych Andach. Od północy graniczy z Ekwadorem, na południe La Libertad.

## Podział administracyjny regionu
Region Cajamarca podzielony jest na 13 prowincji, które obejmują 127 dystrykty.
| Prowincja   | Stolica prowincji         | Liczba dystryktów | UBIGEO |
| ----------- | ------------------------- | ----------------- | ------ |
| Cajamarca   | Cajamarca                 | 12                | 0601   |
| Cajabamba   | Cajabamba                 | 4                 | 0602   |
| Celendín    | Celendín                  | 12                | 0603   |
| Chota       | Chota                     | 19                | 0604   |
| Contumazá   | Contumazá                 | 8                 | 0605   |
| Cutervo     | Cutervo                   | 15                | 0606   |
| Hualgayoc   | Bambamarca                | 3                 | 0607   |
| Jaén        | Jaén                      | 12                | 0608   |
| San Ignacio | San Ignacio               | 7                 | 0609   |
| San Marcos  | San Marcos                | 7                 | 0610   |
| San Miguel  | San Miguel de Pallaques   | 13                | 0611   |
| San Pablo   | San Pablo                 | 4                 | 0612   |
| Santa Cruz  | Santa Cruz de Succhubamba | 11                | 0613   |